# بيبي فورد
بيبي فورد (بالإنجليزية: Baby Ford)‏ هو منتج أسطوانات وموسيقي وملحن ودي جيه بريطاني، ولد في القرن العشرين.

## وصلات خارجية
- بيبي فورد على موقع ميوزك برينز (الإنجليزية)
- بيبي فورد على موقع أول ميوزيك (الإنجليزية)
- بيبي فورد على موقع ديسكوغز (الإنجليزية)
- بيبي فورد على موقع ديسكوغز (الإنجليزية)